# 因皮里尔县 (加利福尼亚州)
因皮里尔县（英語：Imperial County，又译帝国县）是美国加州南部的一个县，與墨西哥接壤，县治埃尔森特罗。根据美国人口普查局2020年统计，共有人口179,702人；人口組成白人占49.37%、非裔占3.95%、亞裔占1.99、印第安人占1.87%。

## 地理

### 建制市
| 自治体（市/镇）            | 成立年份 | 人口（2018） |
| -------------------------- | -------- | ------------ |
| 布劳利（Brawley）          | 1908     | 26,226       |
| 加利西哥（Calexico）       | 1908     | 40,139       |
| 卡利帕特里亚（Calipatria） | 1919     | 7,412        |
| 埃尔森特罗（El Centro）    | 1908     | 44,120       |
| 豪特维尔（Holtville）      | 1908     | 6,678        |
| （Imperial）               | 1904     | 17,695       |
| 威斯特摩兰（Westmorland）  | 1934     | 2,269        |

## 交通

### 主要公路
- 8號州際公路
- 7號加利福尼亞州州道
- 78號加利福尼亞州州道
- 86號加利福尼亞州州道
- 98號加利福尼亞州州道
- 111號加利福尼亞州州道
- 115號加利福尼亞州州道
- 186號加利福尼亞州州道